# Лазурко Віктор Мар'янович
Лазурко Віктор Мар'янович (нар. 24 грудня 1977 року, Львів) – український тренер з таїландського боксу муай тай та кікбоксингу. В грудні 2004 заснував Клуб професійних видів єдиноборств Юніон, з того часу працює у ньому тренером. Майстер спорту України з кікбоксингу.

## Біографія
Народився 24 грудня 1977 року у місті Львів. У 1994 році закінчив середню загальноосвітню школу 58 у Львові. 1996 року вступив на 1 курс Львівського державного інституту фізичної культури. У 2001 році закінчив його та отримав повну вищу освіту за спеціальністю ʼʼФізичне вихованняʼʼ та здобув кваліфікацію викладача фізичного виховання та спорту. Наступного року у тому ж закладі здобув кваліфікацію магістра з фізичного виховання та спорту. 
1998 року отримав посвідчення інструктора Львівської обласної федерації таїландського боксу муай тай. У тому ж 1998 році почав тренувати дітей муай тай. 
У 2005 році здобув срібло Чемпіонату світу з кікбоксингу. Наказом 3221 від 13.12.2005 отримав звання майстра спорту України з кікбоксингу (посвідчення № 1148)[джерело?].
З грудня 2004 року є співзасновником та директором КПВЄ Юніон. З травня 2005 року працює на посаді старшого тренера клубу.
2018 року відзначено премією Львівської міської ради талановитих та перспективних спортсменів і тренерів за результатами 2017 року.
У 2019, 2020, 2023 роках переможець програми "Найкращий дитячий тренер" з таїландського боксу муай тай.
З 2004 року по сьогодні виховано понад 20 чемпіонів світу та Європи та понад 40 чемпіонів та призерів Всеукраїнських змагань з різних видів єдиноборств.

## Вихованці
До вихованців тренера відносяться:
- Майстер спорту України міжнародного класу з кікбоксингу Удут Роман Євгенійович
- Майстер спорту України міжнародного класу з таїландського боксу муай тай Казуніна Олена Володимирівна
- Майстер спорту України міжнародного класу з кікбоксингу і таїландського боксу муай тай Овчинникова Олена Сергіївна
- Майстер спорту України з кікбоксингу Іртегов Ілля Костянтинович
- Майстер спорту України з кікбоксингу Лавренчук Володимир Юрійович
- Майстер спорту України з таїландського боксу муай тай Хащівський Іван Юрійович
- Майстер спорту України міжнародного класу з комбат самозахисту ICO Лазурко Юлія Миколаївна